# Árran

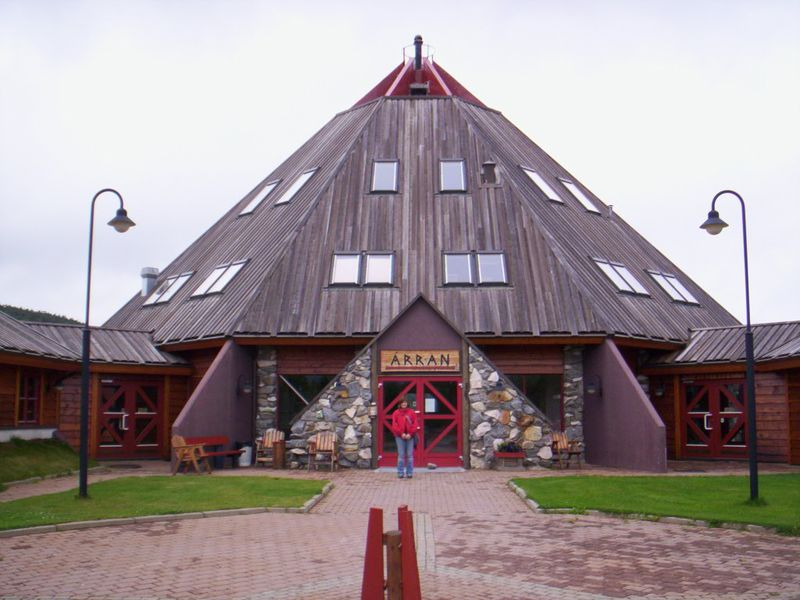
Árran, 2005

Árran, auch Árran lulesamisk senter (lulesamisch: Árran Julevsáme guovdásj, deutsch: Lulesamisches Zentrum Árran) ist ein Zentrum für samische Kultur, insbesondere für die lulesamische Kultur. Es befindet sich in der zur norwegischen Kommune Hamarøy gehörenden Ortschaft Drag, Provinz Nordland.

## Geschichte und Zielsetzung
Das Zentrum wurde im Juli 1994 gegründet. Ziel der Einrichtung ist es, die lulesamische Sprache, Kultur und Bildung zu stärken. Árran ist zu diesem Zwecke unter anderem an samischen Übersetzungen von Kinderbüchern beteiligt.
Nachdem im Jahr 2016 eine Jahrzehnte andauernde Serie von sexuellen Übergriffen im samischen Umfeld der damaligen Gemeinde Tysfjord bekannt wurde, leistete das Zentrum mit Treffen und Seminaren zu diesem Thema einen Beitrag zur Aufarbeitung. Das im Zentrum integrierte Museum war im Jahr 2017 für die vom norwegischen Museumsverband verliehene Auszeichnung als Museum des Jahres nominiert. Im Juni 2019 schlossen verschiedene samische Institutionen einen Vertrag mit dem Kulturhistorisk Museum in Oslo, um samische Kulturgegenstände von dort zurück in die ursprüngliche Heimat zu bringen.

## Organisation
Die Leitung des Zentrums wird alle vier Jahre vom samischen Parlament Sameting, der Fylkeskommune Nordland, der Gemeinde, lokalen samischen Verbänden sowie den Angestellten des Zentrums gewählt. Im Zentrum befindet sich unter anderem ein samischer Kindergarten sowie Büroräume des Sametings, des samischen Programms von Norsk rikskringkasting (NRK Sápmi) und den Universitäten  Tromsø und Nord Universität. Zudem ist dort die Stelle untergebracht, die den als Fernunterricht abgehaltenen samischen Sprachunterricht für Schüler der weiterführenden Schulen organisiert.